# 善立寺 (足立区)
善立寺（ぜんりゅうじ）は、東京都足立区梅田一丁目にある日蓮宗の寺院。身延山久遠寺末触頭で、谷中瑞輪寺、杉並区の宗延寺と並ぶ江戸三大触頭の一つだった。山号は大光山。池上芳師法縁。

## 歴史
応仁元年、本是院日護が三河安城に創建。その後岡崎へ移転し、天正19年4世壽仙院日得の代に徳川家康の江戸入府に随伴し内幸町へ移転した。慶安元年、江戸下谷新寺町へ移転、安藤重長、宮崎時重等の外護を受けて、塔頭10以上を有する大寺となる。明治維新後の廃仏毀釈で衰退し、関東大震災で諸堂を全焼した。昭和6年、30世慈守院日元代に宗祖650遠忌の事業として本堂を復興したが、昭和20年東京大空襲でまたも焼失し、昭和26年に31世慈承院日林（新倉日林、本山龍口寺10世）の代に現在地へ移転した。

## 境内
- 本堂

## 歴代
- 本是院日護
- 慈承院日林

## 交通アクセス
- 五反野駅より徒歩15分（経路案内）。

## 参考資料
- 日蓮宗寺院大鑑編集委員会『宗祖第七百遠忌記念出版 日蓮宗寺院大鑑』大本山池上本門寺 (1981年)